# Agrodiaetus xerxes
Agrodiaetus xerxes är en fjärilsart som beskrevs av Otto Staudinger 1899. Agrodiaetus xerxes ingår i släktet Agrodiaetus och familjen juvelvingar. Inga underarter finns listade i Catalogue of Life.